# Mûr-de-Bretagne
Mûr-de-Bretagne er en kommune i Côtes-d'Armor departementet i Bretagne i det nordvestlige Frankrig.